# Segni
|  | No s'ha de confondre amb Segnes. |

Segni és una ciutat italiana de la ciutat metropolitana de Roma Capital.
L'antiga Sígnia (en llatí Signia, en grec antic Σιγνία) va ser una ciutat de Latium situada en un turó al nord-oest de les muntanyes dels volscs, prop de la vall del Sacco. A la moderna Segni es conserven les muralles d'estil ciclopi i dues portes.
Suposadament va ser una colònia romana establerta per Tarquini el Superb al mateix temps que Circeii, segons Titus Livi. Certament no s'esmenta abans com a ciutat llatina o com a colònia d'Alba Longa. Dionís d'Halicarnàs diu que va ser un assentament provisional d'unes tropes romanes acampades allà, i que després Tarquini ho va emmurallar i colonitzar.
L'any 497 aC Sext Tarquini la va atacar i després d'un setge costós la va ocupar. Pocs anys després va rebre un nou cos de colons i es va mantenir com a colònia llatina sense ser mai conquerida pels volscs que dominaven les muntanyes de la vora. La ciutat era una base sòlida romana que dominava tota la vall i l'ampla plana que arribava fins a Praeneste i era un punt que garantia la comunicació amb els hèrnics quan es van convertir en aliats romans.
El 340 aC la colònia, poblada majoritàriament per llatins, va entrar en la revolta contra Roma i va prendre part al costat dels llatins a la guerra llatina però l'any 338 aC tornava a estar sota domini de Roma. A la Segona Guerra Púnica era encara una colònia llatina i va ser una de les més fidels a Roma en els períodes més durs d'aquella guerra. Per la seva situació i fàcil defensa, va ser una de les places fortes on els romans van deixar els ostatges cartaginesos capturats.
La batalla de Sacriportus l'any 82 aC va tenir lloc prop de Sígnia, a la plana entre Sígnia i Praeneste, entre Sul·la i Mari el jove. i és la darrera menció d'aquesta ciutat a la història però de fet va continuar en existència.
Va ser un municipi romà al final de la República i durant l'Imperi. Sota el triumvirat va rebre un nou cos de colons, però no se segur que conserves el rang de colònia, ja que Plini el Vell no la considera com a tal, encara que apareix amb aquest títol en alguna inscripció (però d'autenticitat dubtosa).
Sígnia es va destacar durantl'Imperi Romà pel seu vi, que, tot i que era dur i astringent, era apreciat per les seves qualitats mèdiques, i sembla que s'havia utilitzat molt a Roma, segons Estrabó. La plana de sota la ciutat produïa també peres d'una qualitat excel·lent. També eren famosos els seus productes de l'horta, que s'enviaven en gran quantitat a Roma Sígnia també va donar nom a un tipus particular de ciment conegut com "opus Signinum", utilitzat tant per a pavimentar com per construir dipòsits d'aigua.